# Philodromus niveus
Philodromus niveus là một loài nhện trong họ Philodromidae.
Loài này thuộc chi Philodromus. Philodromus niveus được miêu tả năm 1863 bởi Vinson.